# Sony
Sony Group Corporation (Sonī Gurūpu Kabushiki gaisha, conhecida simplesmente como Sony, estilizado como 𝐒𝐎𝐍𝐘) é um conglomerado multimídia japonês e a 140° maior empresa do planeta.
Dona de marcas e subsidiárias como Bravia, Sony Interactive Entertainment (PlayStation), Sony Financial e Xperia. Também atua na indústria do entretenimento, sendo proprietária do estúdio de cinema Columbia Pictures, e proprietária da gravadora Sony Music, além dos canais de TV por assinatura Sony Channel, Sony Spin, AXN Movies e AXN, através da subsidiária Sony Corporation of America. Formou uma holding com a sueca Ericsson para a produção de telefones celulares com o nome Sony Ericsson, que tornou-se Sony Mobile em 2012.
Em 2022, participando da vigésima-oitava edição do ranking das 500 maiores empresas do mundo da revista Fortune, a empresa figurou na 116ª posição.

## História

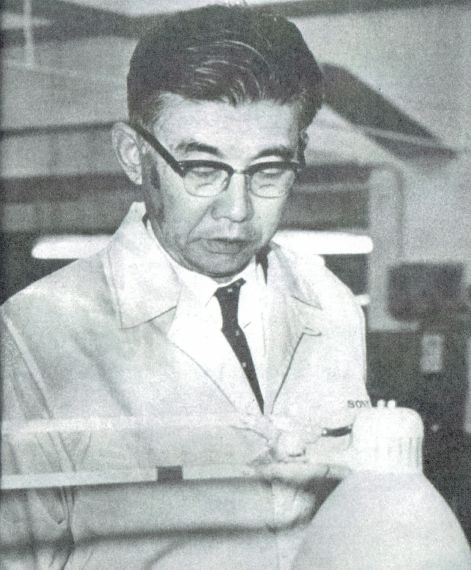
Masaru Ibuka

A Sony foi fundada após a Segunda Guerra Mundial. Em 1946, Masaru Ibuka começou uma loja de eletrônicos que ficava dentro de uma outra loja de departamentos em Tóquio. A companhia teve $530 em capital e um total de oito empregados. No ano seguinte, ele se juntou com seu colega, Akio Morita, e juntos deram início à companhia chamada Tōkyō Tsūshin Kōgyō K.K., nome que mantiveram até 1957.
A empresa foi a primeira a fabricar um gravador de fita cassete no Japão. Após saber que a Bell Labs tinha inventado o transistor, Morita licenciou a tecnologia para fabricar novos eletrônicos baseados nela. Em agosto de 1955, lançam o primeiro rádio com transistores do Japão, o SONY TR-55. A companhia então passou a se chamar SONY quando o produto começou a ser vendido nos EUA. O nome americano foi adotado para que o produto pudesse ser vendido, já que os produtos japoneses tinham má fama.
A Sony começou então a miniaturizar esses rádios para torná-los portáteis. Lançou então o Walkman, que tocava fitas em K7 e tinha rádio AM/FM. O Walkman teve imenso sucesso e popularidade, sendo um fenômeno de consumo nos Estados Unidos.
A partir deste período, a companhia cresceu e se tornou a maior fabricante de eletrônicos do mundo, produzindo desde televisores até câmeras de vídeo para uso profissional. Nos anos 80 e 90, comprou várias empresas na indústria do entretenimento, tornando-se um império no setor com a gravadora Sony Music e o estúdio Columbia Pictures.
Em 1994, lançou o videogame PlayStation, que foi um sucesso absoluto no mercado. Entretanto, hoje em dia, enfrenta fortes concorrências com empresas sul-coreanas como a Samsung, a LG e, principalmente, a japonesa Nintendo. Em maio de 2012, o valor de mercado da SONY atingiu seu valor mais baixo em 31 anos, valendo apenas cerca de US$ 30,0 bilhões. Em setembro de 2000, a SONY tinha um valor de mercado de US$ 107 bilhões.

### Origem do nome

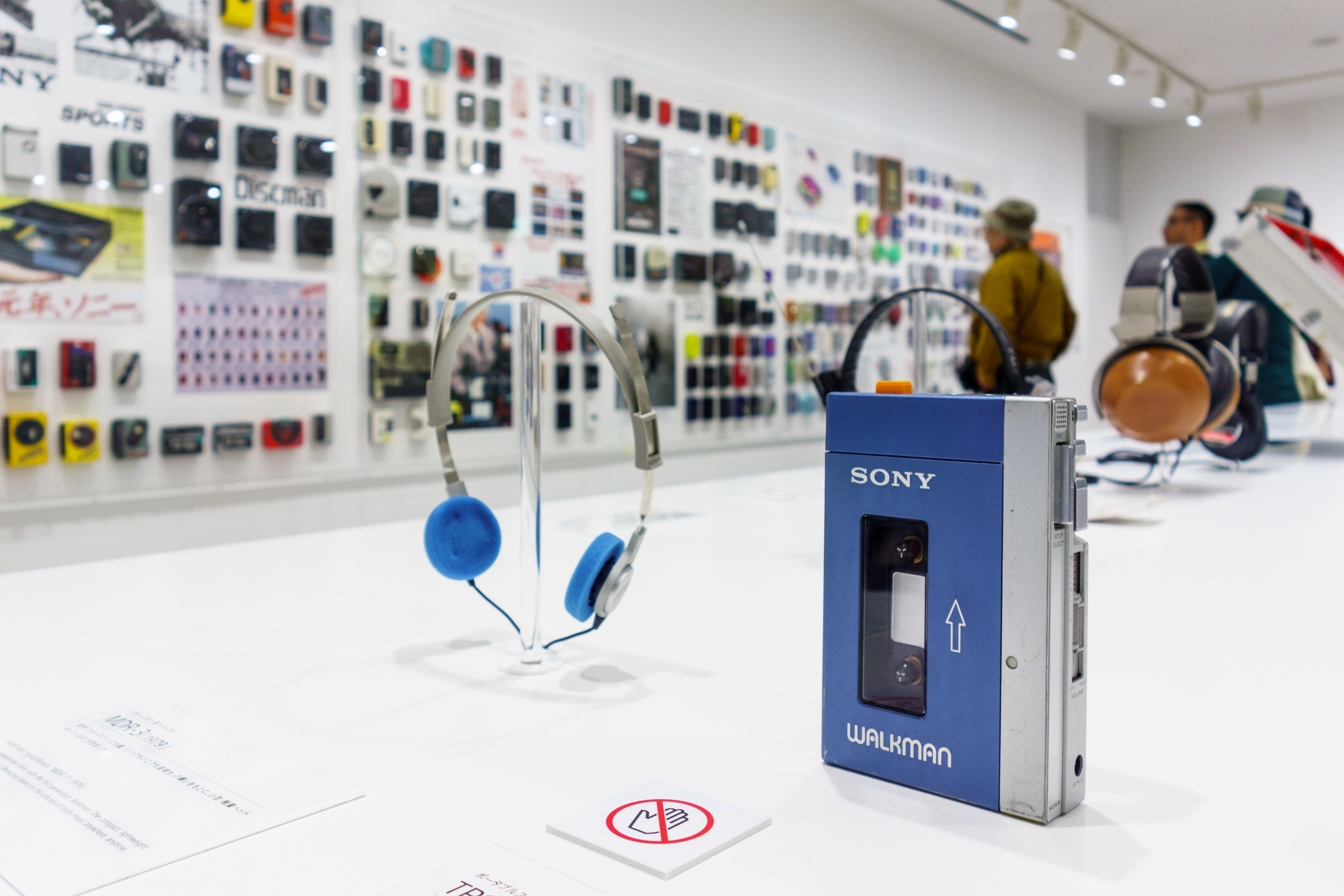
Primeiro modelo da série Walkman de 1979.

Quando a Tōkyō Tsūshin Kōgyō estava procurando um nome romanizado para introduzir no mercado, consideraram fortemente as suas iniciais: TTK. O principal motivo de preterir a sigla foi a empresa ferroviária Tóquio Kyuko, que era conhecida como TTK. A empresa ocasionalmente usava a sigla "TōTsūKō" no Japão, mas durante a sua visita aos Estados Unidos, Akio Morita descobriu que os americanos tinham uma grande dificuldade em pronunciar esse nome. Outro nome inicial que foi julgado por um tempo foi "Tokyo Teletech", que durou até Akio Morita descobrir que havia uma empresa americana que já usava "Teletech" como marca.
O nome "Sony" foi escolhido como uma mistura de duas palavras. Um deles foi, do latim, a palavra "Sonus", que significa a origem do som, e o outro era "Sonny", um termo familiar utilizado em 1950 na América para chamar um menino. O primeiro produto da marca Sony, o TR-55 rádio transistor, surgiu em 1955, mas o nome da empresa não mudou até janeiro de 1958, ano em que se tornou a Sony, pois foi apenas neste ano que a empresa entrou oficialmente na Bolsa de Valores de Nova York.
Na época da mudança, era extremamente incomum para empresas japonesas usar letras do alfabeto romano (Romaji) para soletrar seus nomes. Ao invés disso, preferiam escrevê-los em kanji ou mesmo em Hiragana, geralmente utilizado pelas empresas japonesas com nomes japoneses (por exemplo, a empresa AJINOMOTO). A mudança do nome para "SONY" não foi sem oposição. O principal banco da TTK na época, Banco Mitsui, tinha fortes controversas sobre o nome. Eles sugeriram para outras junções como Sony Electronic Industries ou Sony Teletech. Akio Morita não aceitou, pois não queria que o nome da empresa tivesse algum vínculo com um setor específico. Depois de toda a repercussão, tanto Masaru Ibuka como o presidente do Banco Mitsui deram sua aprovação.

### Sony Brasil
A subsidiária brasileira, Sony Brasil Ltda., foi instalada no Brasil em 1972 através de escritórios de representação. Em 1984, abriu uma fábrica localizada em Manaus para a fabricação de televisores, câmeras e equipamentos de áudio e outros produtos posteriormente homologados para a fabricação.
Em setembro de 2020, a empresa anunciou o fechamento de sua unidade fabril no país. Em dezembro do mesmo ano, a empresa vendeu sua planta industrial para a Mondial.

## Unidades

### Cinema e música

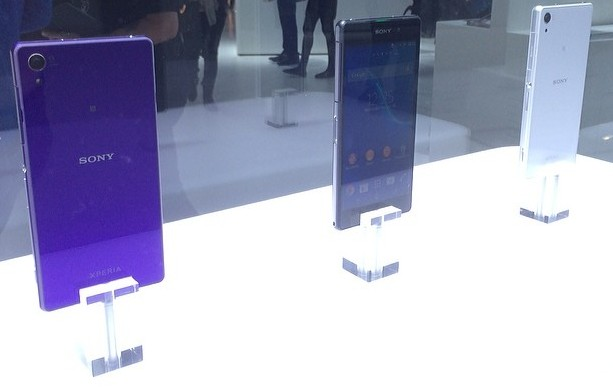
Smartphones da série Xperia da Sony Mobile.

Além de sua etiqueta de registro, a SONY opera outros negócios de música. Em 1995, a SONY criou a Sony Music Publishing em parceria com Michael Jackson, na qual a companhia foi dividida em 50% para SONY Corporation e 50% para Michael Jackson.
A SONY comprou os 50% restantes da parte de Michael Jackson em 2016 e, portanto, passou a ser a companhia de publicação de músicas número 1 do mundo, recebendo até mesmo o ofício de publicar músicas que a Universal Music não dava conta de publicar tão rapidamente, no âmbito de distribuição de mídias físicas (SONY CD, SONY DVD e SONY Blu-ray) mundialmente.
Além de tudo, com a compra, a SONY passou a possuir o maior catálogo de músicas do mundo, considerando que todo o catálogo da falida EMI Records havia sido adquirido pela Sony Music Publishing.
Tratando-se da EMI, a falida gravadora foi 'dividida' entre Sony Music e Universal Music.
A divisão foi feita da seguinte forma:
- A SONY Music comprou 100% de todo o catálogo de músicas de todos os artistas da EMI. Enquanto isso, a Universal Music ficou com os direitos da marca EMI, isto é, para dar continuidade à marca, que ainda é renomada na Europa, tornando-se basicamente uma forma de produzir e distribuir músicas da Universal Music com nome EMI, aumentando, assim, as vendas da Universal Music na Europa por utilizar um nome da renomada gravadora europeia. Além disso, a Universal Music também adquiriu os prédios e estúdios de gravação de áudio da EMI, vendendo-os posteriormente para a Warner Music;
- A conclusão da venda da EMI culminou no dia 28 de setembro de 2012. Porém, como a Universal Music deu continuidade à EMI, todos os artistas da EMI acabaram permanecendo na gravadora, que esta sendo revivida pela Universal Music e, com isso, agora todos esses artistas fazem parte da Universal Music. No entanto, todas as músicas de todos esses artistas publicadas até 28 de setembro de 2012 pertencem à SONY Music em direitos autorais.

A SONY, portanto, através da Sony Music Publishing, é dona do maior catálogo de músicas do mundo em direitos autorais, além de deter todo o catálogo de The Beatles, Michael Jackson e Elvis Presley, e claro, de todas as músicas dos artistas da falida EMI, cujas músicas tenham sido publicadas até 28 de setembro de 2012 (do dia 29 de setembro de 2012 em diante, todas as novas músicas de todos os artistas da EMI passam a pertencer ao catálogo da Universal Music).
A SONY também comprou a companhia de reconhecimento de música digital Gracenote por US$ 260 milhões em 2008.

### Pagamentos móveis
A SONY quer combater a Apple e a Samsung em pagamentos móveis na Ásia.
A SONY planeja usar sua tecnologia de contact-less (zero contato) de pagamento para fazer chão na indústria de transporte público na Ásia. O sistema, conhecido como FeliCa, conta com duas formas de tecnologias para fazer isto viável, ou chips embutidos em smartphones ou cartões de plástico com chips embutidos neles.
A SONY planejava implementar esta tecnologia em sistemas de trem na Indonésia até o fim de 2016.

## Controvérsia
Em 2016, o relatório da organização de direitos humanos, a Anistia Internacional, acusou a SONY, Apple, Samsung e outras empresas de trabalho escravo infantil. Mark Dummett, o pesquisador das áreas de negócios e direitos humanos da Anistia, declarou: "Companhias cujo lucro global é de US$ 125 bilhões não podem realmente alegar incapacidade de verificar de onde vêm suas matérias-primas essenciais".